# Philippe Nassif
Pour les articles homonymes, voir Nassif.
Œuvres principales
- Pop philosophie Entretiens Mehdi Belhaj Kacem / Philippe Nassif
- La lutte initiale : Quitter l'empire du nihilisme

Philippe Nassif est un journaliste, philosophe et écrivain français, né le 20 octobre 1971 à Beyrouth et mort le 18 mars 2022 dans le 20e arrondissement de Paris.

## Biographie
Philippe Nassif est né à Beyrouth le 20 octobre 1971. Il y vivra jusqu'au début de la guerre du Liban. Sa famille quitte Beyrouth et s'installe à Paris en 1976. Il est le frère de Michel Nassif et de Gabriel Nassif. Sa fille, Léonore Nassif, est née le 13 janvier 2000.

### Études et carrière journalistique
Philippe Nassif, diplômé de l'Institut d'études politiques de Paris, section communication et ressources humaines, en 1995, il fait partie de la « bande de sciences Po » (comprenant Charles Pépin, Christophe Mouton) qui s'était invitée au journal Technikart. Contrairement aux autres, il y reste et en devient une figure majeure.
Il y développe une idéologie de la pop culture, qui aurait été, selon lui, à l'époque des années 1990 en train de sortir d'une opposition traditionnelle entre « underground » intelligent ou précurseur et « productions culturelles pour les masses » abrutissantes ou aliénantes pour devenir « overground » laissant la chance à toutes les productions même les plus intelligentes de devenir populaires et que des groupes comme Daft Punk, des films comme Matrix ou des auteurs comme Houellebecq auraient représentés.
Responsable de la rubrique « Essais », il chronique les auteurs contemporains (Slavoj Žižek, Peter Sloterdijk, Bernard Stiegler...) et devient conseiller de la rédaction.
Collaborateur de nombreux journaux (dont  l'hebdomadaire L'événement du jeudi (de 1996 à 2000), où il rencontre Aude Goullioud, mère de sa fille et compagne jusqu'en décembre 2018).
En 2002, Philippe Nassif publie Bienvenue dans un Monde inutile, les aventures de Jean No aux éditions Denoël. L'ouvrage, recueil augmenté de ses "chroniques du branché". Jacques Braunstein écrit dans Technikart : « Jean-No a tous les défauts de Technikart : goût des mots compliqués et des néologismes, propension à jouer les arbitres des élégances et à déclencher des tempêtes dans un verre d’eau… Lire Jean-No, c’est se regarder dans un miroir et se demander, effaré, si on est vraiment comme ça ». La courte critique publiée dans Libération par Rose Sean James évoque un ouvrage « où vous saurez tout sur le cauchemar de la branchitude, pardon, de la « hypitude » (de hype, tendance en anglais) », et se conclut par ce trait : « L'édition en Pléiade n'est pas prévue, juste ce qui s'appelle joindre l'inutile à l'agréable ».
Il devient un proche de Mehdi Belhaj Kacem, et publie avec lui, en 2005, Pop philosophie, entretiens (Denoël). Ce livre aborde les jeux vidéos et la pornographie, la crise de la paternité et les subcultures jeunes, Fight Club et le hip hop gansta, mais se penche aussi sur l'héritage situationniste, les effets de Mai 68 et la nécessité d'un retour au questionnement marxiste.
En 2011, il publie La Lutte initiale : Quitter l'empire du nihilisme,,,, chez Denoël, qu'il dédie à sa fille Léonore. Son livre le plus important, selon Charles Pépin[réf. nécessaire], traversé par une même question : « Comment on s'en sort ? Comment trouver la voie ? Comment trouver l'apaisement dans une époque traversée par le nihilisme et le ressentiment, les crispations identitaires et le péril climatique? ». Il y propose des pistes pour redonner du sens à l'existence en mettant en avant le désir plutôt que la jouissance, l'art, le corps et le souffle plutôt que le pur intellect.
Conseiller de la rédaction de  Philosophie Magazine  de novembre 2009 à octobre 2019, Philippe Nassif y a signé près de 200 articles et entretiens, partageant son intérêt tant pour Lacan, Žižek et Stiegler que pour le Tao ou le poker. Il a aussi, plus récemment participé au lancement de Philonomist.
En novembre 2015, il publie Ultimes, ce que les plus grands ont dit juste avant de mourir (Allary Éditions).
En juillet 2017, il fonde une agence de conseil, Philia et Caetera, donne des conférences, tout en poursuivant une collaboration régulière avec des magazines comme Le Figaro Madame ou des revues, comme l'ADN, dont il est le conseiller de la rédaction et dans chaque numéro de laquelle il signe une chronique philosophique.
Le 18 mars 2022, il met fin à ses jours.
Des hommages lui sont rendus dans la presse dont celui de son ami Charles Pépin.
Le 20 octobre 2022 paraît Changer le monde ... en tout cas, un peu, un livre hommage à Philippe Nassif, publié chez Allary Éditions, préface de Charles Pépin, postface de Laurent de Sutter. Le journaliste Nicolas Santolaria écrit dans Le Monde le 29 octobre 2022: « À la fois dans l'air du temps et à rebours in et out, ce penseur aussi ébouriffant qu’ébouriffé n’eut pas la reconnaissance qu’il méritait pour une raison simple : il a eu l’incroyable élégance de dépenser plus d’énergie à mettre en valeur la pensée des autres que la sienne propre, qui était par essence relationnelle ».

## Publications
- Bienvenue dans un monde inutile. Les aventures de Jean-No, la fashion victim la plus sympathique de France, éditions Denoël, 2002  (ISBN 2207252965).
- Pop philosophie. Entretiens avec Mehdi Belhaj Kacem, intrview par Philippe Nassif, éditions Denoël, 2005  (ISBN 2207255115)
- La Lutte initiale : quitter l'empire du nihilisme, éditions Denoël, 2011  (ISBN 9782207111031).
- Ultimes, ce que les plus grands ont dit juste avant de mourir, Allary Éditions, 2015[15].